# أبو الليل (فلم)
أبو الليل هو فيلم مصري عرض عام 1960، بطولة سامية جمال وأحمد رمزي، ومن إخراج حسام الدين مصطفى.

## قصة الفيلم
«أبو الليل» شخص غامض يرتدي قناع على وجهه ولا أحد يعرف من هو يتحرك بصحبة كلب ويسيطر تماما على أهل بلدة ويجعلهم ينفذوا ما يأمرهم به مهما كان وذلك بسبب شدة خوفهم منه والوحيدة التي يمكنها أن تتواصل مع «أبو الليل» متى شاءت هي «سامية جمال» وذلك بسبب وجود علاقة غرامية بينهما، ويحاول «أحمد رمزي» بذل كل ما في وسعه لمعرفة من هو «أبو الليل» وتخليص البلدة من شروره.

## طاقم التمثيل
- سامية جمال
- أحمد رمزي
- زيزي البدراوي
- محمود المليجي
- عدلي كاسب
- محمد رضا
- فهمي أمان
- قدرية كامل
- لطفي الحكيم
- زكي إبراهيم
- عبد الغني النجدي
- محمد بدر الدين
- حسين إسماعيل
- بليغ حبشي
- عبد المنعم إسماعيل
- عبد الحميد بدوي
- عبد السلام محمد
- عباس الدالي
- علي عرابي
- أشواق (الراقصة)

## فريق العمل
- إخراج: حسام الدين مصطفى
- قصة: عدلي المولد
- سيناريو وحوار: كامل عبد السلام
- إنتاج: أفلام النجم الفضي، محمود المليجي
- توزيع: شركة الشرق
- مونتاج: حسين عفيفي
- موسيقى تصويرية: مجموعة من الموسيقى العالمية
- مدير التصوير: مصطفى حسن
- أخذت المناظر في ستوديو الأهرام
- تم الطبع والتحميض في ستوديو الأهرام

## وصلات خارجية
- مقالات تستعمل روابط فنية بلا صلة مع ويكي بيانات